# Pont Qasr al-Nil

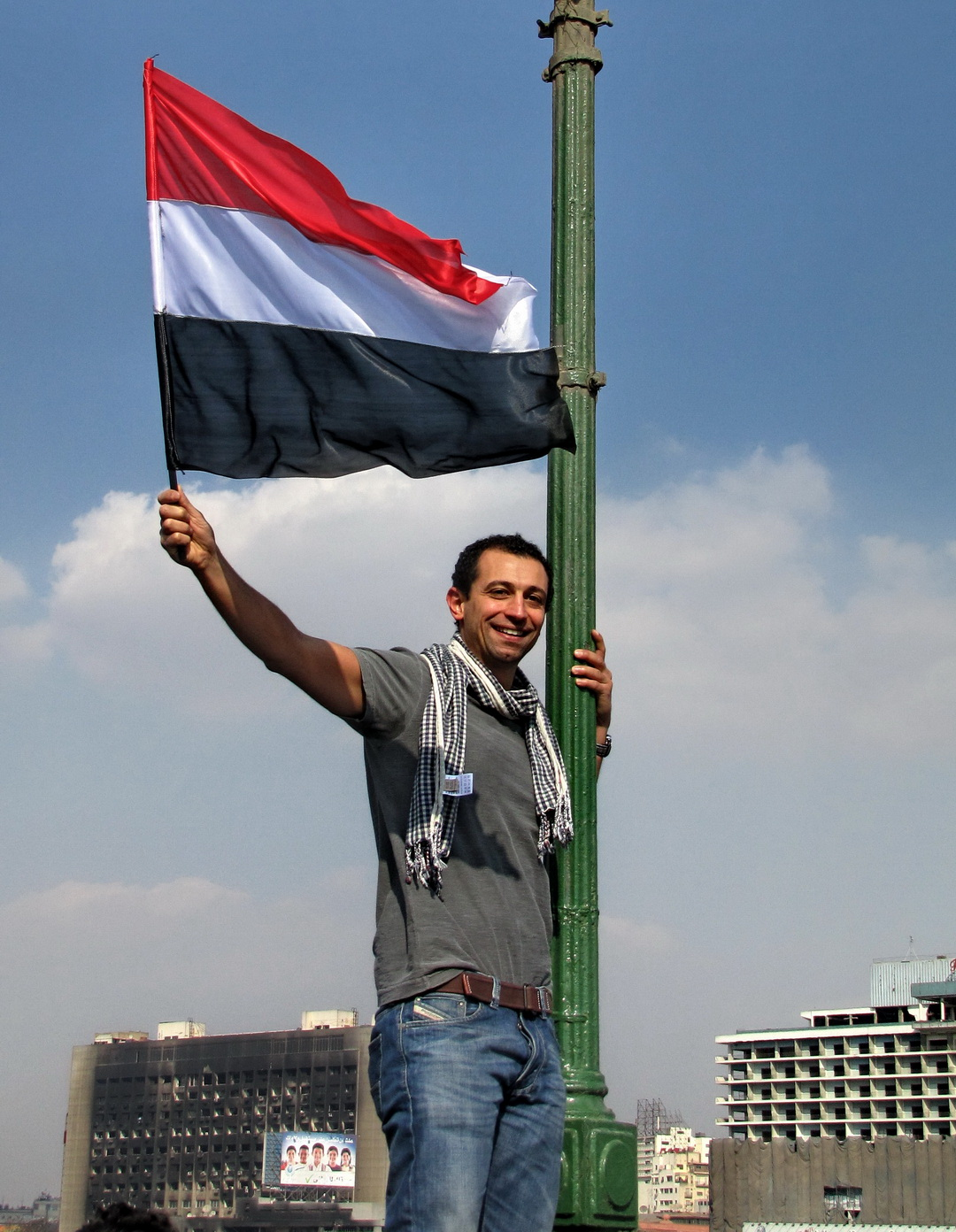
Le pont Qasr al-Nil et la révolution de 2011 : perché sur une statue, un Égyptien arbore le drapeau national.

Le pont Qasr al-Nil est un ouvrage d'art situé dans le centre-ville du Caire, en Égypte. Enjambant le Nil, il fait la jonction entre la place Saad Zaghloul, le complexe de l'opéra et le musée d'art moderne, sur l'île de Gezira, et la place Tahrir, l'hôtel Nile Hilton et l'immeuble Mogamma, sur la rive droite du fleuve. Il constitue le prolongement de l'avenue At-Tahrir (de la Libération), une des grandes artères du centre-ville.
Long de 1932 mètres, composé de sept arches, il appartient à la catégorie des ponts en arc. Sa conception a coûté 308 000 livres égyptiennes.

## Historique
Le pont Qasr al-Nil est construit à partir de 1931 à l'emplacement d'un ouvrage plus ancien, le pont al-Gezira, édifié en 1872. De cette imposante structure, inspirée des canons architecturaux européens, ne subsistent que quatre lions monumentaux en bronze, œuvres du sculpteur français Henri-Alfred Jacquemart (auteur de plusieurs statues en Égypte) et du fondeur Thiébaut.

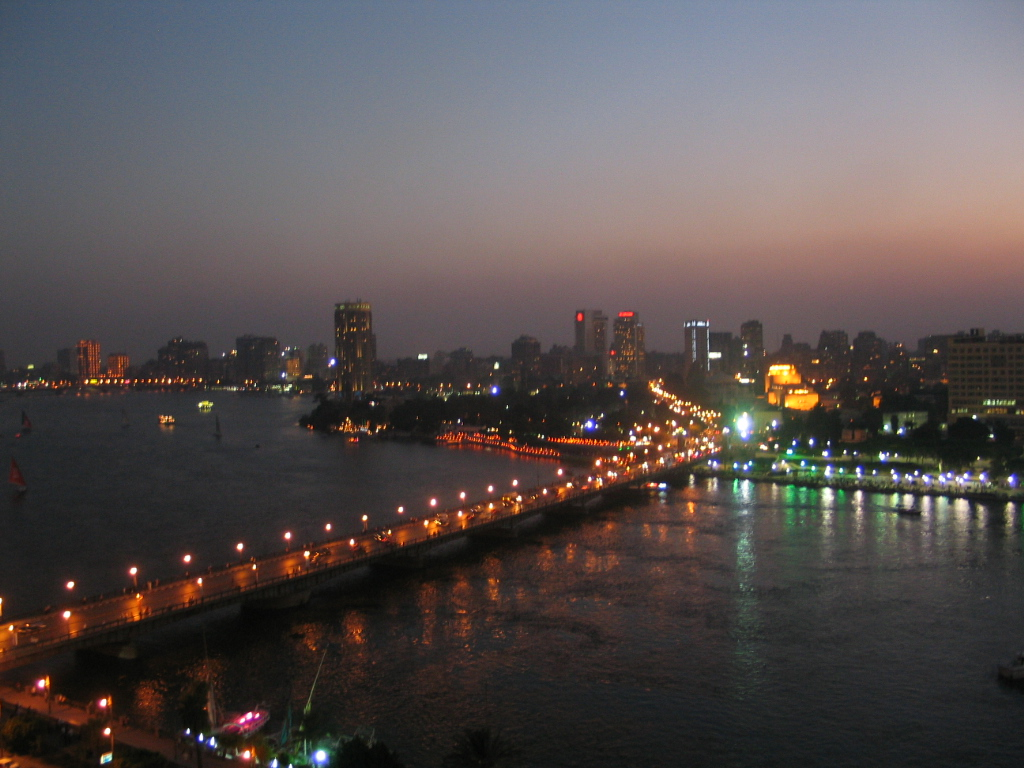
Le pont Qasr al-Nil au crépuscule.

L'essor du trafic automobile détermine les autorités à remplacer l'ancien pont par un édifice plus moderne, en acier. Un concours est lancé et c'est finalement le projet du cabinet d'architectes britannique Dorman, Long & Co. Limited qui remporte le contrat. La première pierre du nouveau pont est posée au cours d'une cérémonie solennelle le 4 février 1931 par le roi Fouad Ier en personne. Après deux ans de travaux nécessaires à l'achèvement du pont, le souverain préside à la cérémonie d'inauguration de l'ouvrage le 6 juin 1933. Le pont est baptisé « pont khedive Ismaïl », du nom du père du roi Fouad, Ismaïl Pacha. Il sera débaptisé au moment de la révolution égyptienne de 1952, prenant le nom de « Qasr al-Nil » (Palais du Nil, en arabe), d'après un célèbre palais qui s'élevait alors non loin de là (à l'emplacement de l'actuel hôtel Nile Hilton).
De par sa proximité avec la place Tahrir, le pont est au cœur des journées révolutionnaires de 2011 contre le régime du président Hosni Moubarak. Le 28 janvier, près de 20 000 personnes y manifestent, scandant des slogans hostiles au président et entonnant notamment l'hymne national tunisien, référence à la révolution survenue dans ce pays quelques semaines plus tôt.

## Dans la culture populaire
Ce pont est devenu célèbre lorsqu'il est apparu dans le manga Stardust Crusaders, la partie III du manga Jojo's Bizarre Adventure. En effet, c'est sur ce pont que se sont affrontés Jotaro Kujo et Dio Brando, et que ce dernier fut vaincu.